# An-70

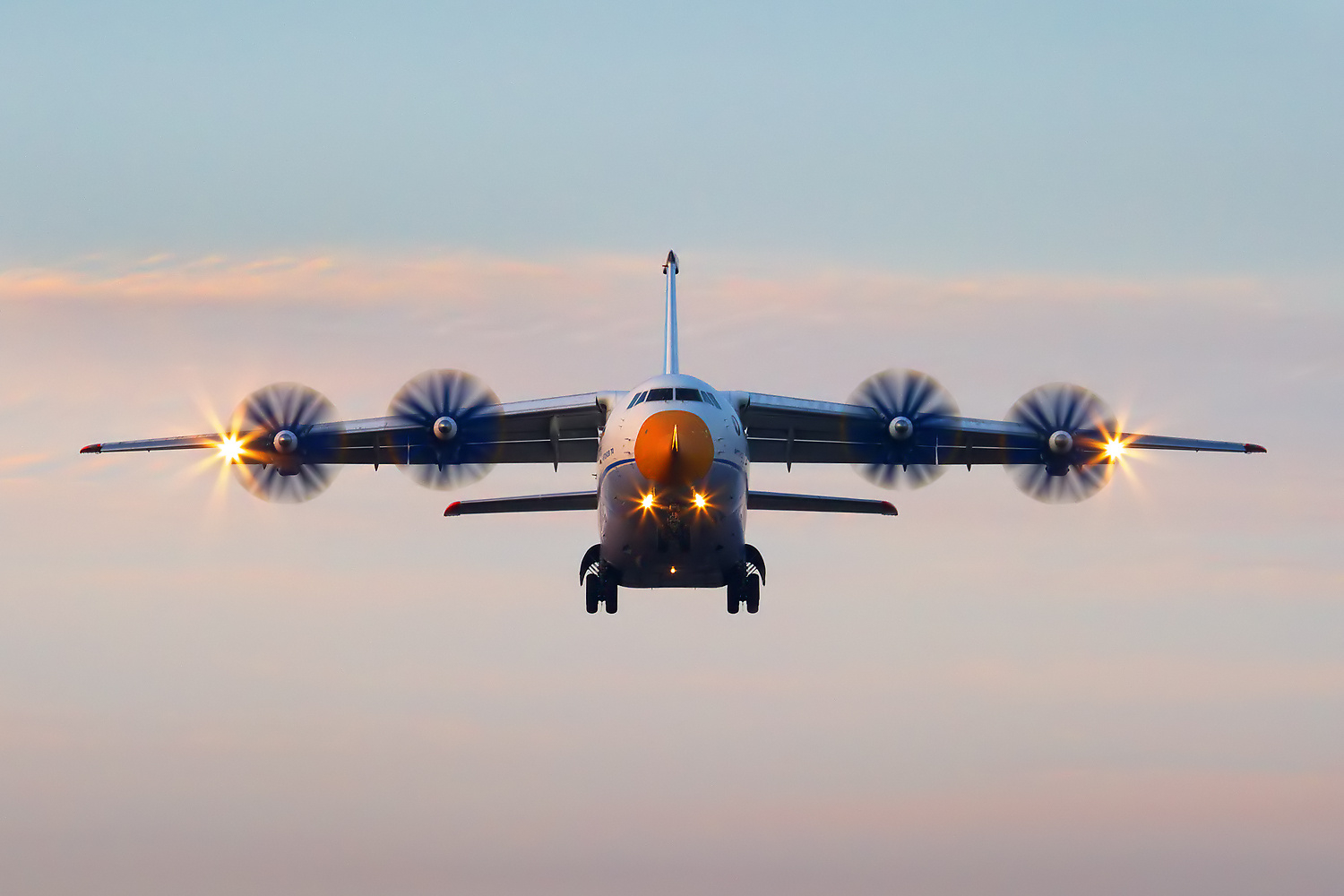

An-70 (ukr. Ан-70) – średni samolot transportowy krótkiego startu i lądowania (STOL), zaprojektowany przez biuro konstrukcyjne Olega Antonowa.
An-70 może zabrać do 47 ton ładunku i osiąga maksymalny zasięg ponad 6,6 tysiąca kilometrów przy prędkości przelotowej dochodzącej do 750 km/h. Producent twierdzi też, że z ładunkiem do 20 t samolot tego typu jest w stanie wystartować z nieutwardzonego pasa.

## Warianty
- An-70T
- An-112KC

## Osiągi
Zużycie paliwa 150 g/t-km
|                | Zasięg, km |
| -------------- | ---------- |
| z 47 t ładunku | 3 000      |
| z 35 t ładunku | 5 100      |
| 20 t ładunku   | 6 600      |
| bez ładunku    | 8 000      |

## Użytkownicy
- Ukraina – 22 stycznia 2015 roku ukraińskie Ministerstwo Obrony przejęło prototyp samolotu An-70. Maszyna przeszła pomyślnie cykl prób, jaki odbył się w czerwcu 2014 roku, co stało się podstawą do jej przejęcia. Samolot jest jednym z dwóch zamówionych przez Ministerstwo Obrony[1].

## Dane techniczne i samoloty o porównywalnej roli i konfiguracji
|                                           | An-70                     | Airbus A400M              | Lockheed C-130J            | Shaanxi Y-9                  |
| ----------------------------------------- | ------------------------- | ------------------------- | -------------------------- | ---------------------------- |
| Wygląd                                    |                           | EC-402 - A400M            | Lockheed C-130 Hercules    | Y-9                          |
| Rok oblotu                                | 1994                      | 2009                      | 1996                       | 2011                         |
| Konstruktor                               | Antonow                   | Airbus                    | Lockheed                   | Shaanxi Aircraft Corporation |
| Producent                                 | Zakład Lotniczy Aviant    | Airbus                    | Lockheed                   | Shaanxi Aircraft Corporation |
| Rozpiętość skrzydeł, m                    | 44,06                     | 42,4                      | 39,7                       |                              |
| Długość, m                                | 40,73                     | 43,8                      | 34,69                      | 33,109                       |
| Powierzchnia skrzydeł, m²                 | 204                       | 221,5                     | 162,1                      | 121,7                        |
| Masa własna, t                            | 73                        | 70                        | 34,3                       | 39                           |
| Ładowność, t                              | 47                        | 37                        | 21,8                       | 25                           |
| Wymiary przestrzeni ładunkowej (d/s/w), m | 22,4 / 4,8 / 4,1          | 17,7 / 4 / 3,8            | 12,2 / 3,1 / 2,7           | 13,5 / 3,5 / 2,6             |
| Paliwo, t                                 | 38                        | 50,5                      | 20,5                       | b/d                          |
| Max. masa startowa, t                     | 135                       | 141                       | 74,4                       | 77                           |
| Max. prędkość, km/h                       | 800                       | 780                       | 670                        | 650                          |
| Prędkość km/h,                            | 750                       | 780                       | 640                        | 550 - 600                    |
| Max. pułap, m                             | 12 000                    | 11 300                    | 12 300                     | 10 500                       |
| Zasięg, km                                | 6600 (z ładunkiem 20 ton) | 6400 (z ładunkiem 20 ton) | 3150 (z ładunkiem 16 ton)  | 5700                         |
| Zasięg max., km                           | 8000                      | 8700                      | 5250                       | 7800                         |
| Silniki                                   | Progress D-27             | EuroProp TP400            | Rolls-Royce Allison AE2100 | -                            |
| Moc, kW                                   | 10 300                    | 8 250                     | 3 458                      | 3 805                        |
| Koszt                                     | $ 67 mln (2012)           | € 145 mln (2012)          | $ 65 mln (2008)            | b/d                          |